# گوستاوو کوئیار
گوستاوو کوئیار (اسپانیایی: Gustavo Cuéllar‎؛ زادهٔ ۱۴ اکتبر ۱۹۹۲) بازیکن فوتبال اهل کلمبیا است.که در باشگاه فوتبال الشباب عربستان سعودی بازی می‌کند.
از باشگاه‌هایی که در آن بازی کرده‌است می‌توان به ویکی‌پدیای انگلیسی، باشگاه فوتبال فلامینگو، باشگاه ورزشی دیپورتیوو کالی، باشگاه فوتبال الهلال، و باشگاه ورزشی اتلتیکو جونیور اشاره کرد.
وی همچنین در تیم‌های ملی فوتبال زیر ۲۰ سال کلمبیا، و کلمبیا بازی کرده‌است.